# A ponte: uma história do ferryboat Bagamoyo
Pour plus de détails, voir Fiche technique et Distribution.
A ponte : uma história do ferryboat Bagamoyo est un film mozambicain réalisé par Diana Manhiça en 2010.

## Synopsis
Bagamoyo est le nom du ferry qui, depuis 37 ans, fait la connexion quotidienne entre la ville de Maputo et Catembe, une banlieue rurale de la capitale mozambicaine. Le ferry transporte chaque jour plusieurs centaines de passagers et de véhicules ainsi que des marchandises de 5 h du matin à 23 h 30, tous les jours de la semaine. L’histoire du ferry est racontée par les traversées et les histoires de ceux qui connaissent le Bagamoyo et en dépendent dans leur vie quotidienne. Et le pont n’existe toujours pas…

## Fiche technique
- Réalisation : Diana Manhiça
- Production : Promarte Zoom
- Scénario : Diana Manhiça
- Image : Chico Carneiro
- Montage : Diana Manhiça
- Son : Valente Dimande
- Musique : Azagaia Nhatchandje